# (23382) Épistrophe
(23382) Épistrophe, désignation internationale (23382) Epistrophos, est un astéroïde troyen jovien.

## Description
(23382) Épistrophe est un astéroïde troyen jovien, camp grec, c'est-à-dire situé au point de Lagrange L4 du système Soleil-Jupiter. Il présente une orbite caractérisée par un demi-grand axe de 5,215 UA, une excentricité de 0,105 et une inclinaison de 15,0° par rapport à l'écliptique.
Il est nommé en référence au personnage de la mythologie grecque Épistrophe, acteur du conflit légendaire de la guerre de Troie.

## Compléments